# Urosigalphus pseudochelonus
Urosigalphus pseudochelonus är en stekelart som beskrevs av Gibson 1974. Urosigalphus pseudochelonus ingår i släktet Urosigalphus och familjen bracksteklar. Inga underarter finns listade i Catalogue of Life.